# O2Jam
O2Jam é um jogo musical online desenvolvido na Coreia do Sul pela O2Media. Todas as informações em sua página é baseado na versão da Malásia, publicada pela e-Games. O jogo é similar a Beatmania IIDX em sua interface, e compartilha de muitas similaridades com outro jogo musical, o VOS, abreviatura de Virtual Orchestra Studio. Atualmente, o servidor da Malásia tem agora encerradas as suas atividades devido a problemas financeiros.

## O jogo
O jogo está dividido entre, achar uma sala para jogar, escolher uma música, e jogá-la.
Existem 3 servidores na versão Coreana de O2Jam, sendo eles: Melpomene, Kalliope e Clio/Kleo; todos os nomes são derivados de musas da Antiga Grécia.
Na versão do jogo para a Malásia, também existem 3 servidores, sendo eles: Kalliope, Kleo e Thalia. Todos são gratuitos, entretanto cerca da metade das músicas têm de serem pagas para jogar. Alguns servidores apenas funcionam com uma restrição de nível de músicas. Antes do servidor "Thalia" ser introduzido, no Kalliope, apenas músicas de nível 15 ou menor poderiam ser jogadas, até que em Kleo foi permitido todas as músicas acima do nível 13.
Na versão para as Fillipinas, existem cinco servidores gratuitos, sendo eles: Euta, Thalo, Kalliope, Kleo e Philix. Ambos Euta e Kleo são os servidores principais, enquanto que Thalo, Kalliope e Philix são servidores de emergência, usados quando os outros dois estão em manutenção. Euta e Kleo abriga 70% dos jogadores, enquanto Thalo, Kalliope e Philix tem apenas 30%.

### Encontrando uma sala
Depois de escolher o servidor para jogar, o jogador ou "o2jammer"(como é chamado), é apresentado à lista de canais, cada um com no máximo 100 jogadores ao mesmo tempo. Depois de selecionar o canal, o jogador é apresentado à lista de salas. O jogador pode também achar uma sala com intenção de jogar automaticamente, apenas apertar o botão "Short Cut", esse botão o leva para uma sala qualquer, onde está prestes a começar uma partida. Mas você pode criar uma sala também, basta apertar em "Create" para criar salas como:
- VS Rooms é a sala que se joga com mais de um jogador. 8 Jogadores podem jogar nessa sala ao mesmo tempo. O vencedor, é o qual fizer o maior número de pontos.
- Album Rooms são as salas os quais os jogadores podem escolher uma sequência de músicas e jogar um contra o outro, O vencedor, é o qual fizer mais pontos na soma de todas as músicas.
- Couple Rooms são as salas de casais, ou seja, você e seu parceiro jogam juntos, sendo você quatro notas ( S, D, F, Espaço.), e o outro as outras três notas (4, 5, 6, do numpad). A cooperação é a alma do negócio. O vencedor será aquele que tiver maior número de pontos.
- Jam Rooms é uma sala conceitual, tendo como ideia o jogo em forma de banda, você e mais alguns jogadores formam uma banda, cada um tocando um instrumento musical.

### Selecionando uma música
Mais de 350 músicas no servidor Coreano e 270 no da Malasia, para jogar.
Incluindo todas as versões O2Jam, são por volta de 580 músicas para serem jogadas (~3.4GB em arquivos .onj e .ojm; 776 músicas se você contar com as não-oficiais, 4.3GB). Enquanto algumas delas já vem instaladas em seu jogo, existem algumas a serem instaladas.
Infelizmente essas músicas a serem baixadas costumam a ir em uma velocidade não muito agradável.
Os gêneros musicias são uma versão piano de technos de músicas clássicas que fazem lembrar o J-Pope também tem muitas das músicas natalinas. A maior parte delas contém 3 níveis de dificuldade.
Outra coisa que pode ser feita além de selecionar apenas a música e sua dificuldade, é a seleção de planos de fundo, para dar um "visual" em seu jogo.

### Tocando uma música
Tocar uma música é similar aos mais famosos jogos de pump. Barras horizontais deslizam em séries em 7 colunas, cada uma correspondendo a cada tecla do teclado (S, D, F, ESPAÇO, J, K, L). Como no pump cada tecla representa uma nota, quando fazendo uma sequencia dessas notas, é possível compor uma música.
A grade escalar usada neste jogo é, do melhor "Cool" ( dependendo do plano de fundo pode vir a ser "Great"), "Good", "Bad" e "Miss".
Quando feito uma sequência de "Cool" o jogador faz "Combos", o qual serve para aumentar a sua pontuação.
Quando um jogador faz 50 "Cool", uma pílula azul aparece no canto de sua tela, que serve para transformar um "Bad" em um "Good", assim você pode continuar o seu combo, porém perde a pílula.
Em uma partida em "VS Room", no fim de uma partida, você pode conferir o seu desempenho, vendo os dados do jogo. Assim, quanto melhor você for, mais "Gem"(dinheiro do jogo) vai ganhar.
Uma forma de jogar, é jogar sozinho, assim você poderá escolher sua música, seu level e sua velocidade. O level varia de "Easy" (Fácil), "Normal" (Normal) e Hard (Difícil). A velocidade varia de 0.5x, x1, x1.5, x2, x2.5, x3, x4, x5, x6, e x8. Quanto mais rápida a música, mais difícil será de memorizá-la.